# Tillandsia 'Silver Bullets'
Tillandsia 'Silver Bullets' es un  cultivar híbrido del género Tillandsia perteneciente a la familia  Bromeliaceae.
Es un híbrido creado en el año 1997 con las especies Tillandsia tricolor × Tillandsia fasciculata.